# Église Saint-Vigor de Cheux
L'église Saint-Vigor est une église catholique située à Cheux, en France.

## Localisation
L'église est située dans le département français du Calvados, sur la commune de Cheux, à 10 km à l'ouest de Caen.

## Historique
L'édifice est classé au titre des monuments historiques depuis le 30 juillet 1910. L'église de Cheux est dédiée à Vigor de Bayeux.
Elle dispose d'un chœur, d'un transept et de chapelles de style roman. À l'intérieur, il y a deux rangées superposées de fenêtres et des arcatures à colonnes, deux de ces dernières ont leur fût orné de zigzags (première partie du XIIe siècle) Le transept est au moins en partie de la même époque. Les chapelles semblent avoir été établies peu après le transept. Celle du nord a reçu peu de changement, tandis que celle du sud a été dans un premier temps reconstruire au XVe siècle. Lors de la restauration après sa destruction, l'allure a été modifiée et les ouvertures ont été agrandies. Dans la nef, la voûte en bois date d'environ 1860.
Dans l'abside, des fouilles faites pendant la restauration de l'église ont permis de découvrir des fondations de piliers. C'est en fonction de cette découverte que les Beaux-Arts ont décidé de les reconstruire alors qu'ils n'existaient pas avant 1944.
Quant à la tour carrée, avant la guerre, elle était surmontée d'une pyramide en bois recouverte d'ardoises ; c'est aujourd'hui un toit de tuiles à quatre pans qui la couronne. 
Dans le bas-côté, deux clés de voute, vestiges récupérés dans les ruines. L'une représentant saint Vigor, évêque mitré, crosse à la main, tenant enchaînés deux monstres, symboles du paganisme ; l'autre représentant la légende miraculeuse du saloir et de saint Nicolas. 

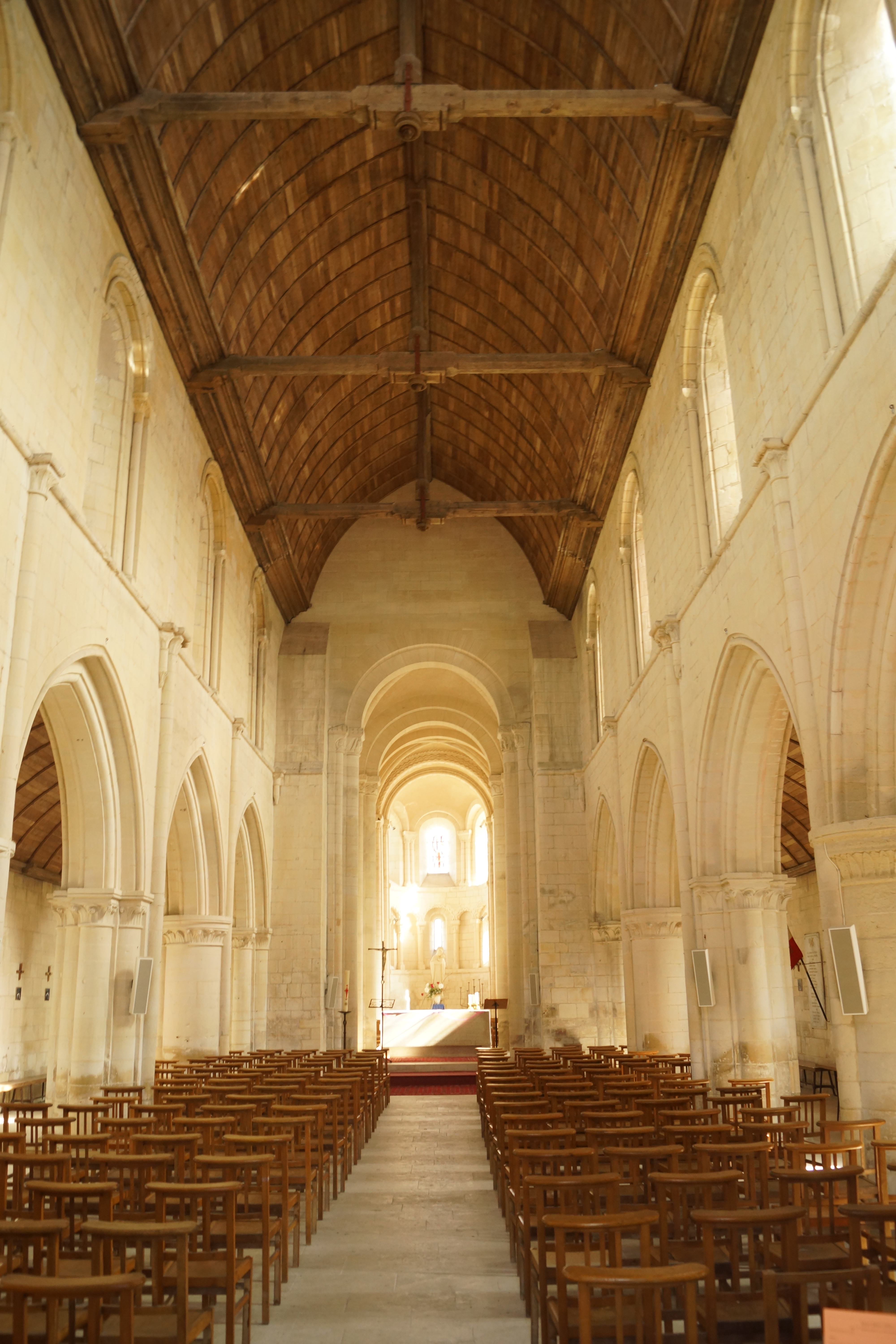
Intérieur de l'église.
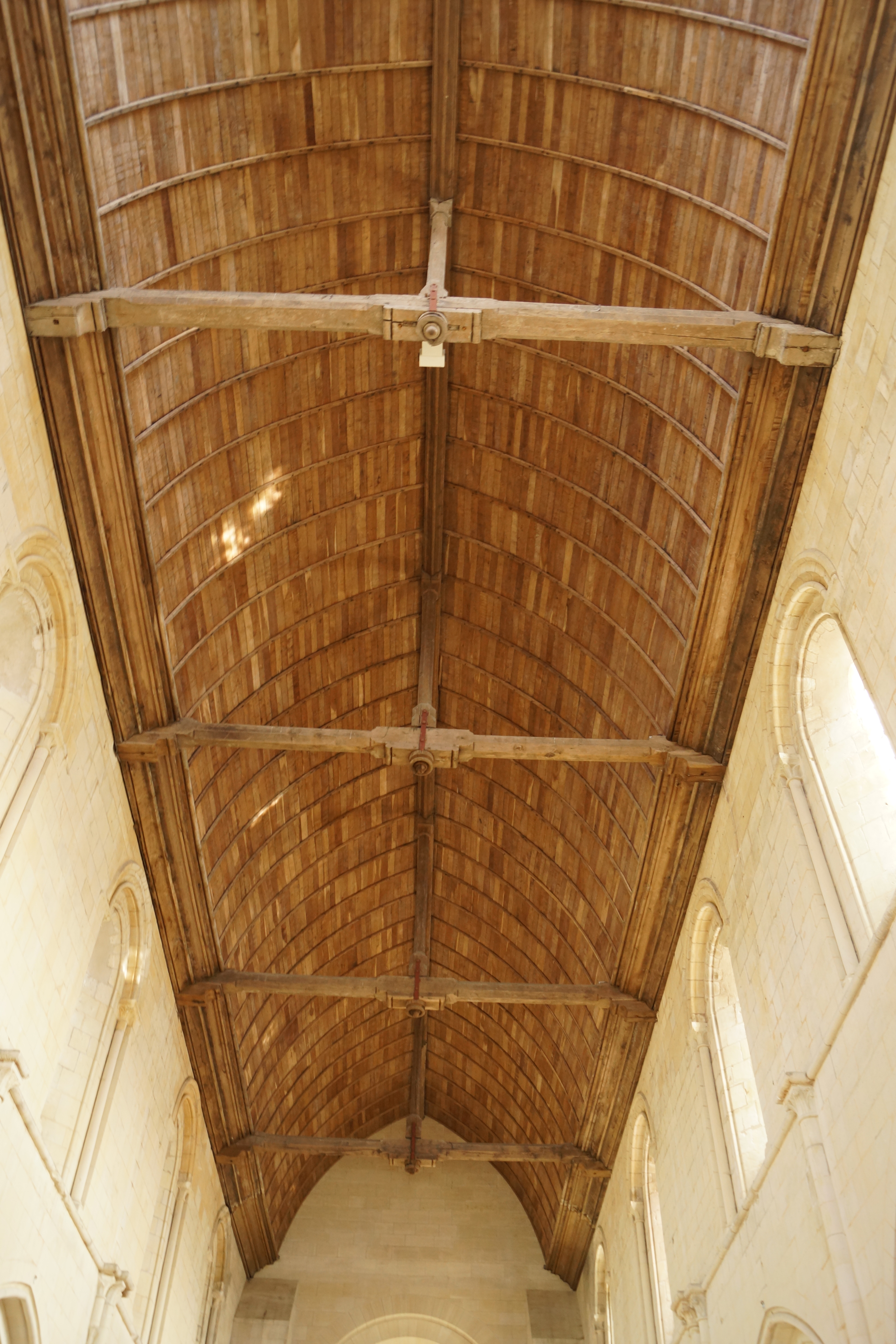
Détail de la toiture.
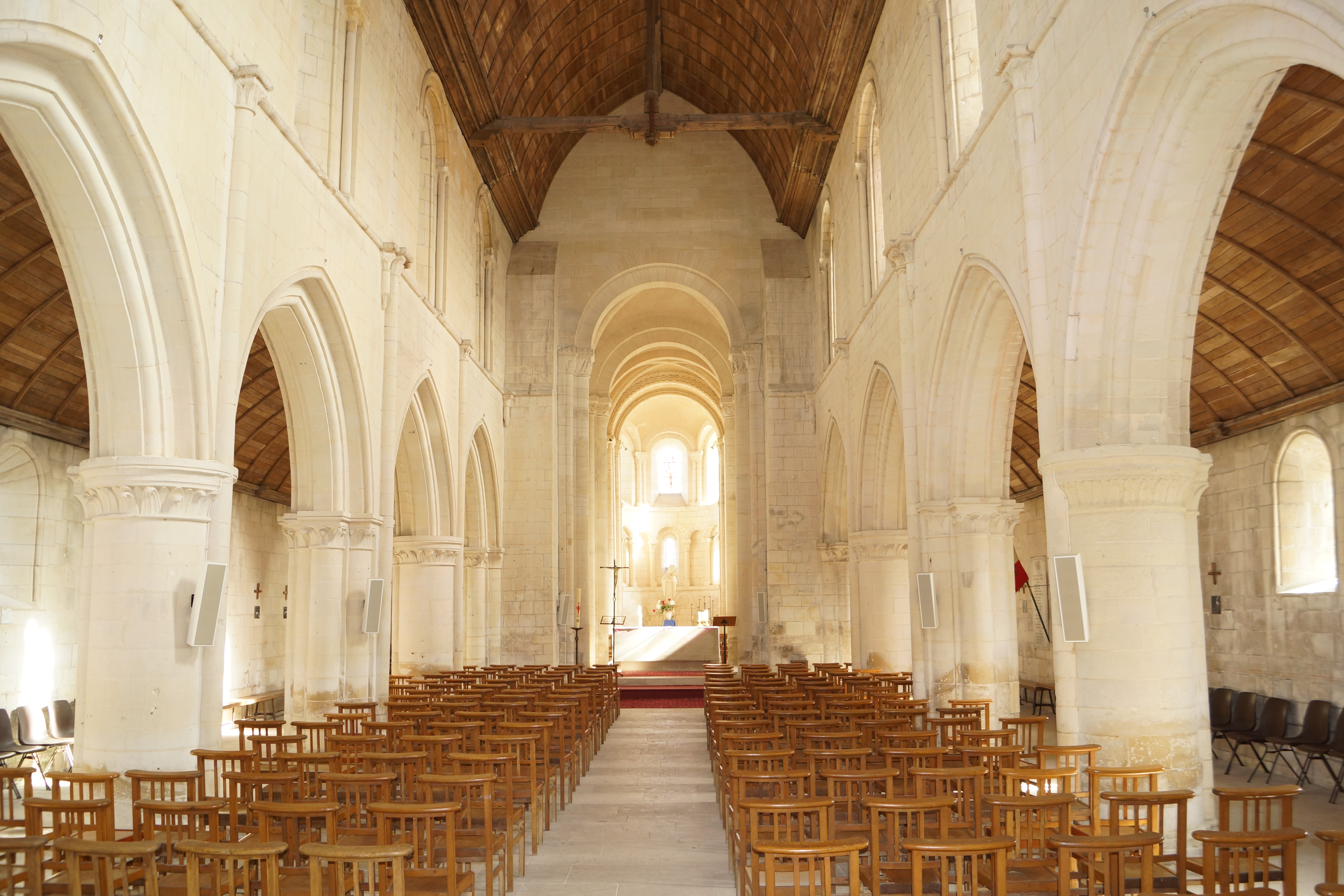
Colonnes.
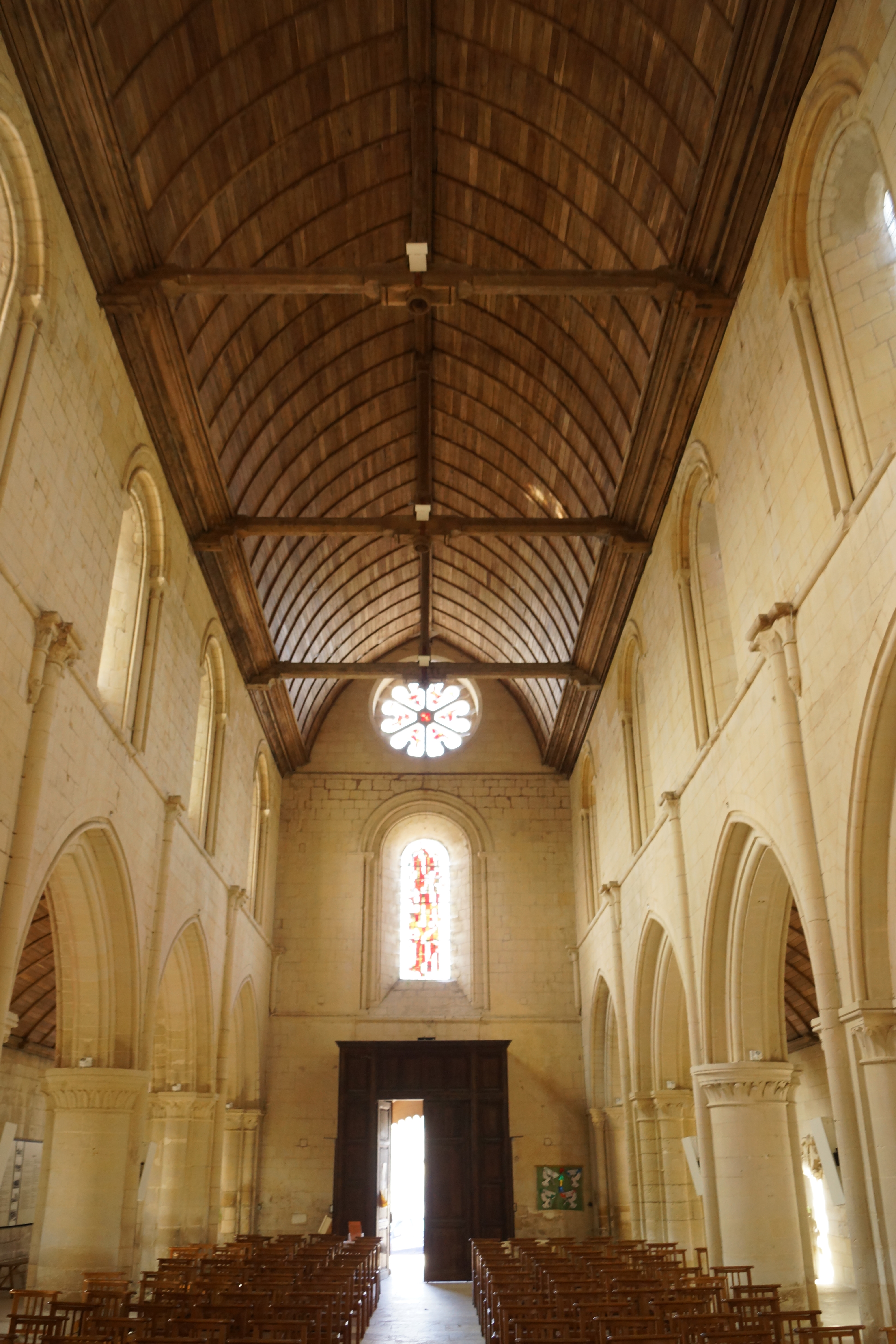
Porte.
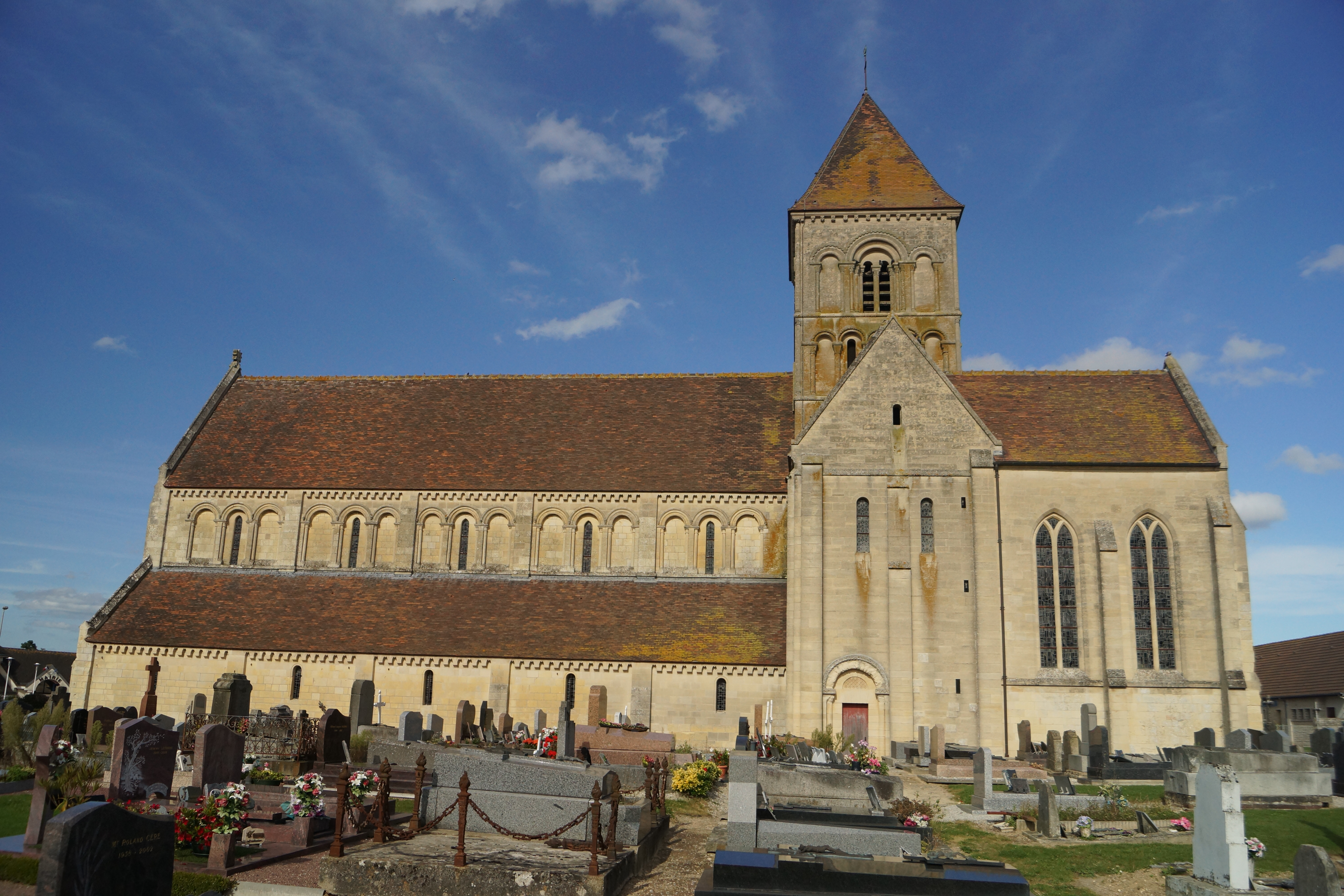
Vue latérale.
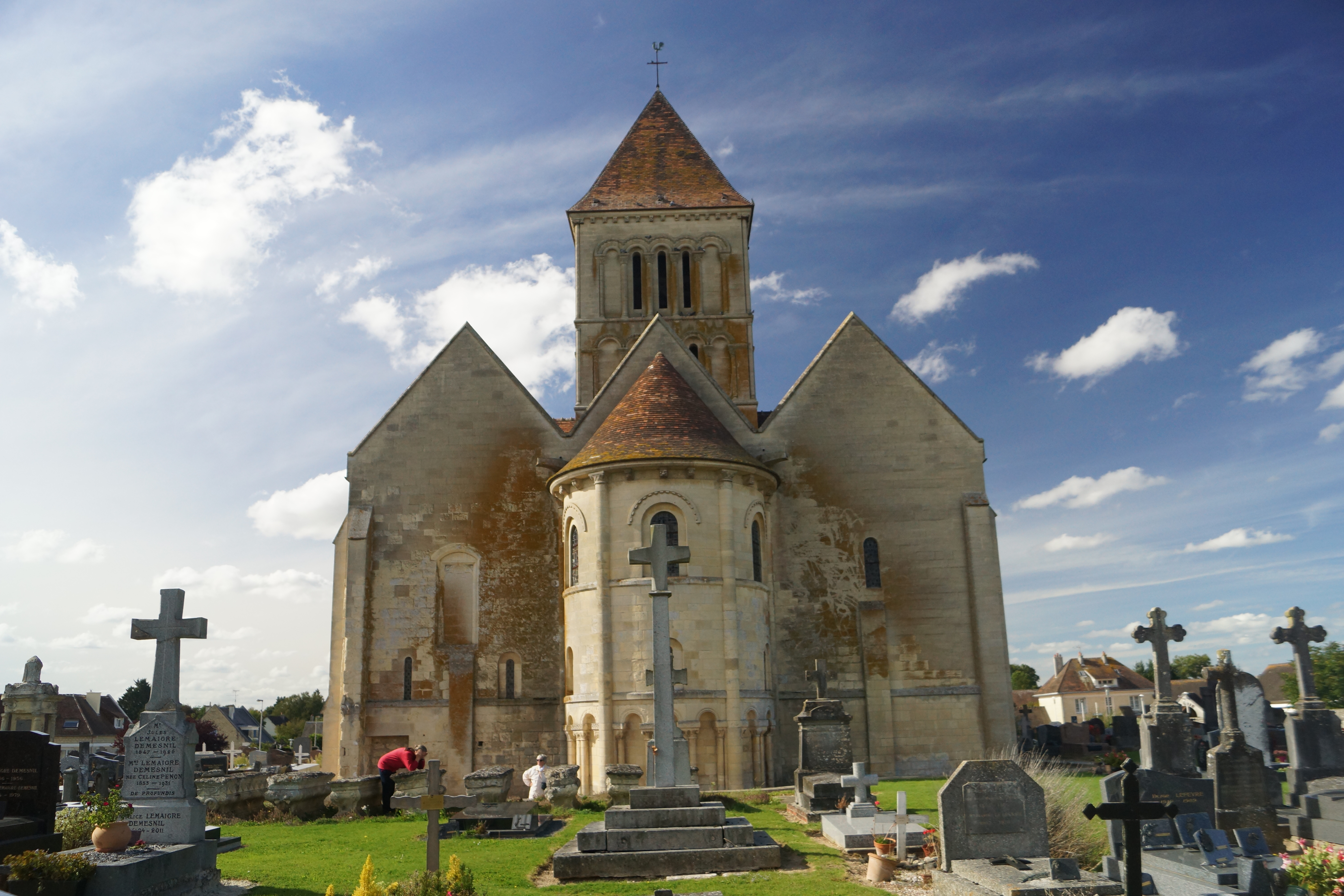
Vue du vieux cimetière.
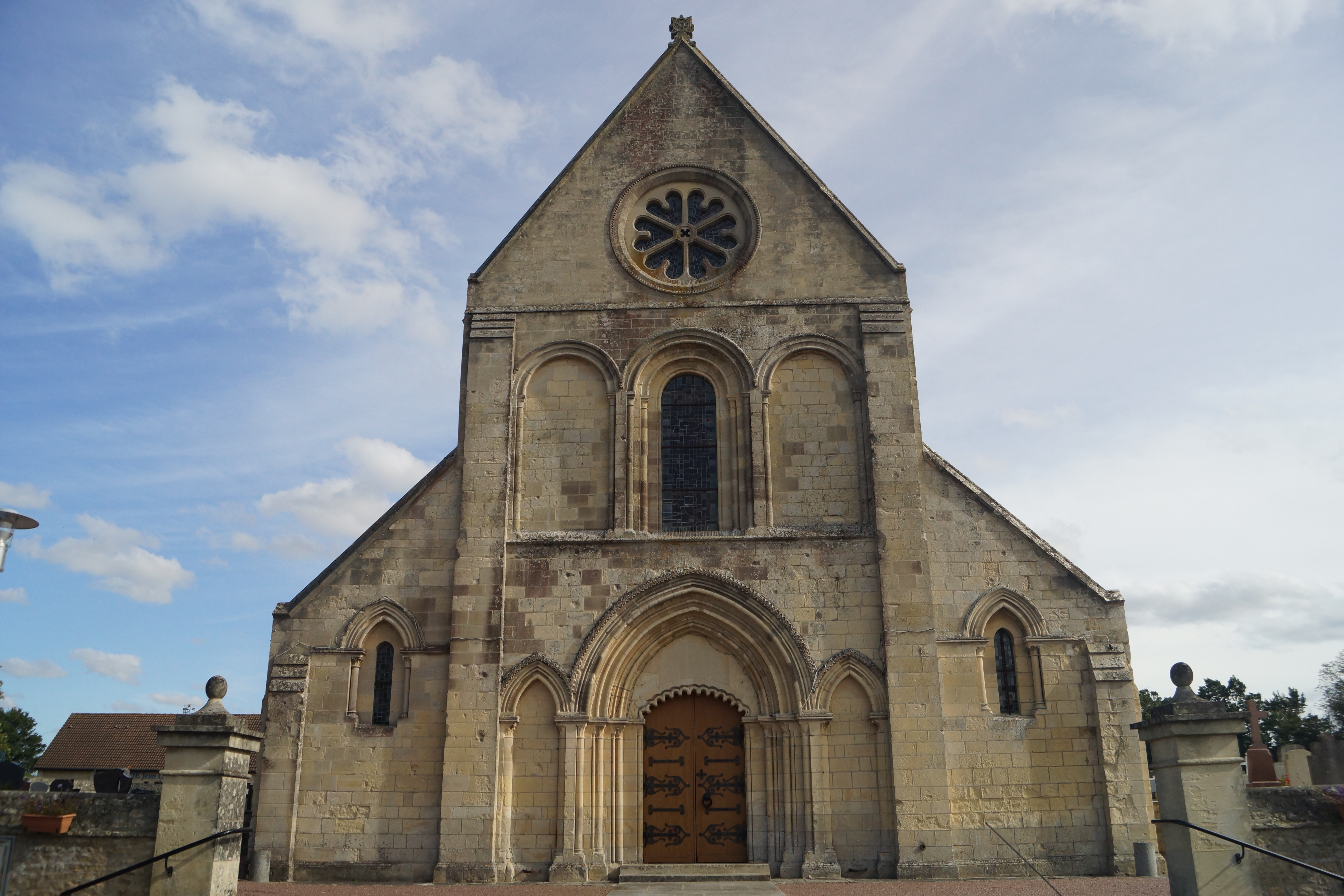
Vue frontale.
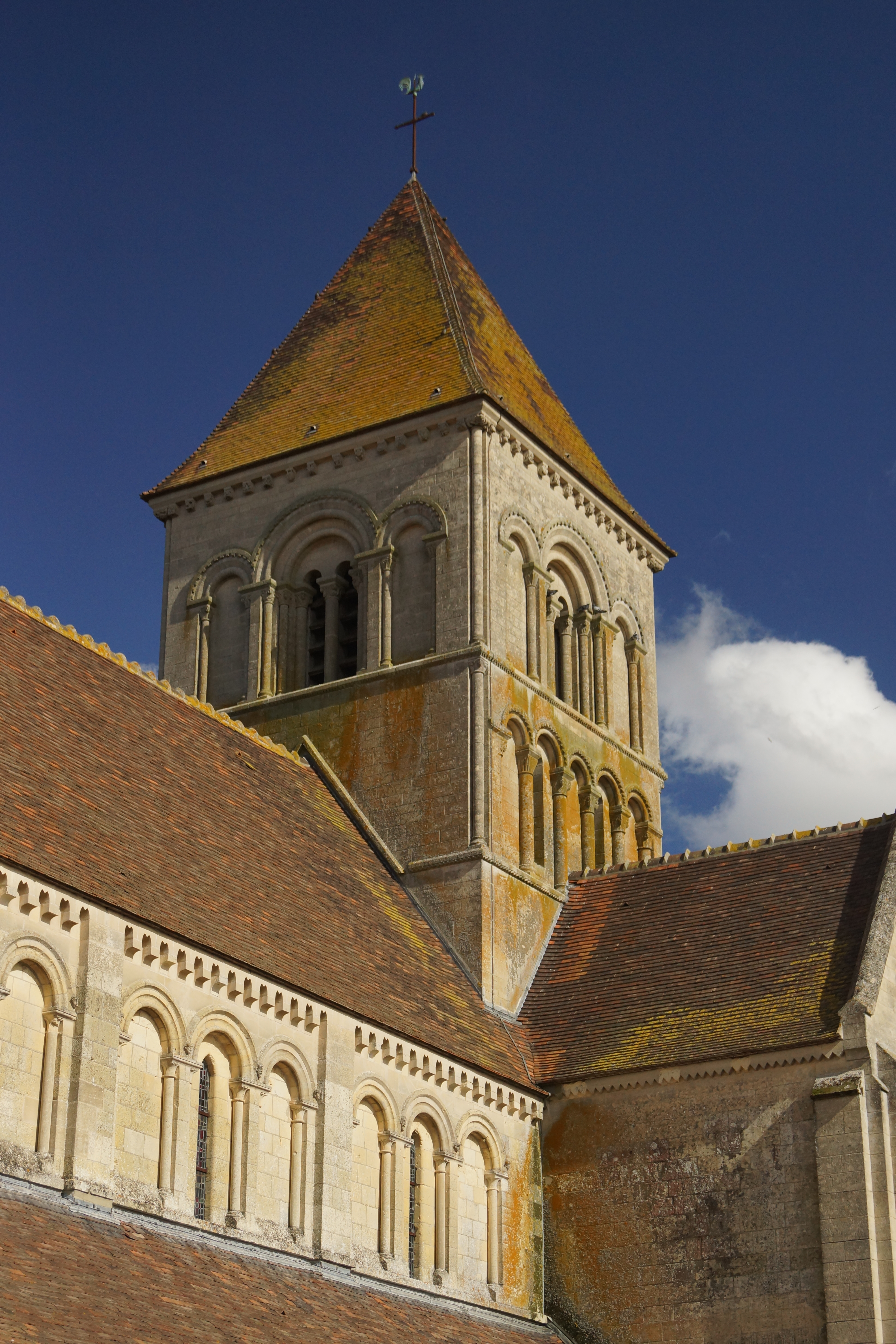
Le clocher.
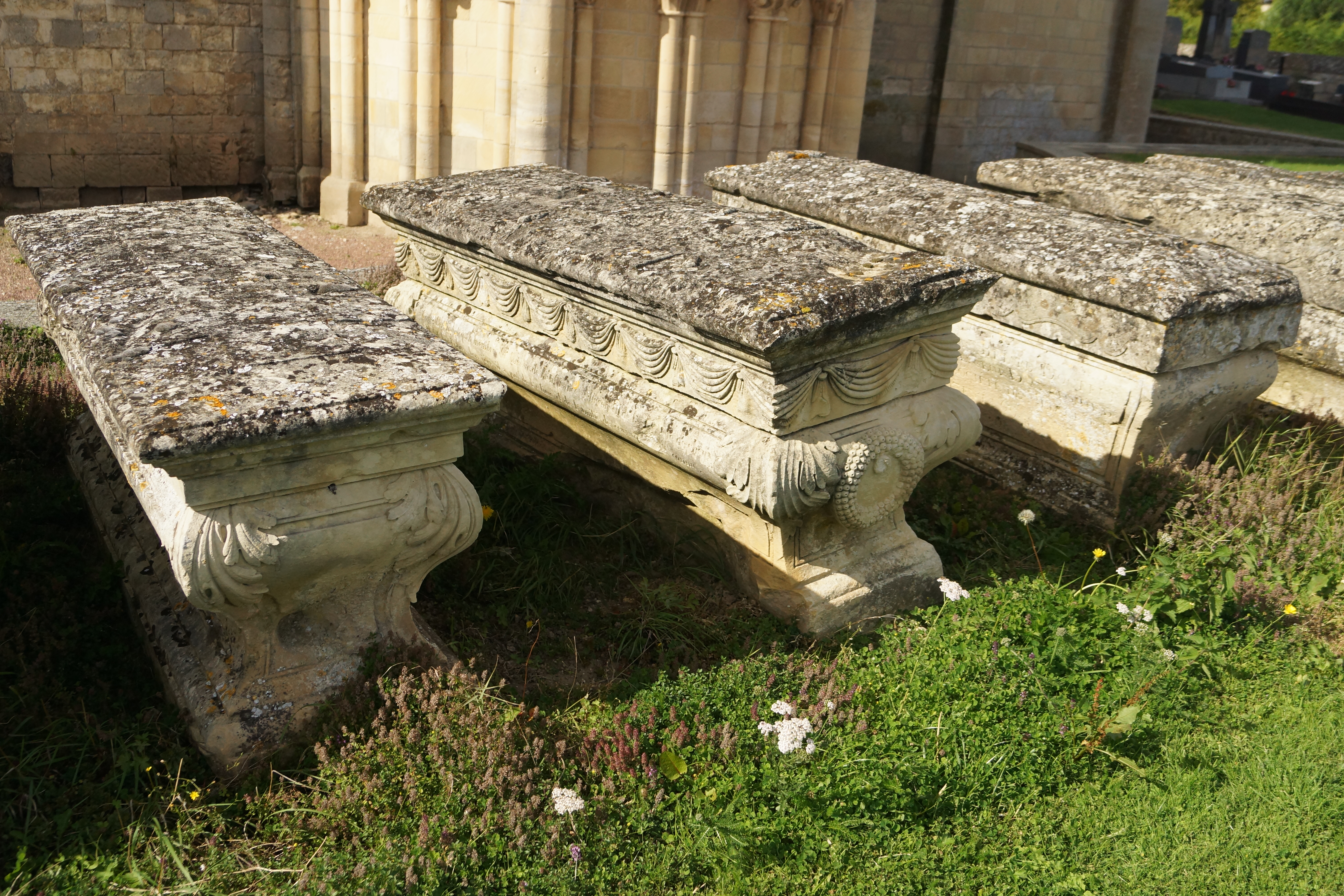
Sarcophages, anciennes tombes.
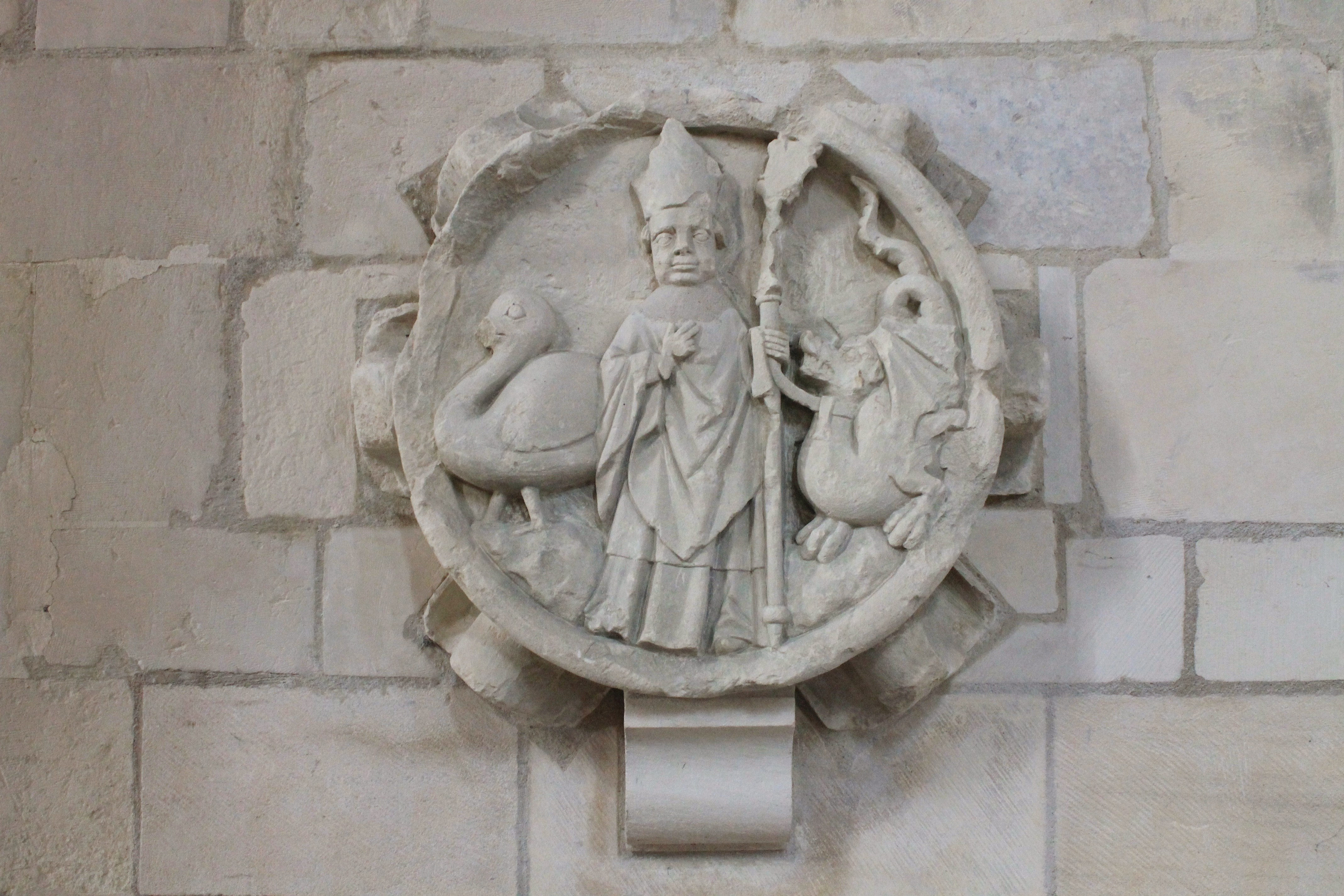
Clé de voûte représentant saint Vigor, évêque mitré.